# 胡小唐
胡小唐（1952年4月—2020年11月22日），男，山西大同人，中国仪器和微纳科技专家，天津大学原副校长。主要研究方向为纳米技术、精密测控技术及仪器。

## 生平
1965年考入太原五中初82班学习，后因文化大革命中断学业。1973年至1977年，在上海机械学院仪器仪表系量仪专业学习，毕业后在山西省的国营七八五厂担任技术员。1978年考入太原工学院机械系精密仪器专业硕士研究生，1981年毕业后留校任教。1983年至1986年，在天津大学精密仪器系测试计量技术及仪器专业读博士，师从蔡其恕，是精密测试技术及仪器国家重点实验室的第一个博士生。1988年至1990年，在美国国家标准技术研究所和北卡罗来纳州立大学从事博士后及访问学者研究。
1993年晋升教授，1994年获批为博士生导师。1995年至1997年，任天津大学精密仪器与光电子工程学院副院长、院长。1997年至2011年，任天津大学副校长。曾任精密测试技术及仪器国家重点实验室主任、教育部高等学校仪器科学与技术教学指导委员会主任、国务院学位委员会工程硕士专业学位教育指导委员会副主任、中国仪器仪表学会副理事长、中国计量测试学会副理事长、中国微米纳米技术学会常务理事等职务。
2012年，获颁“上海理工大学杰出校友”纪念牌。2018年，成为中国仪器仪表学会首批会士。2020年11月22日16时6分在天津市逝世。

## 出版物
- 胡小唐 (编). . 天津: 天津大学出版社. 2011. ISBN 978-7-5618-2898-4.
- 胡小唐等 (编). . 天津: 天津大学出版社. 2009. ISBN 978-7-5618-2863-2.